# Останній шанс (фільм, 1945)
«Останній шанс» (нім. Die Letzte Chance) — чорно-білий швейцарський фільм 1945 року, який поставив режисер Леопольд Ліндтберг. Разом з іншими 11-ма стрічками фільм здобув Гран-прі 1-го Каннського кінофестивалю 1946 року .

## Сюжет
Північна Італія, вересень 1943-го. У містечку Сало́ засновано маріонетковий фашистський уряд, що розпочав депортацію до Німеччини робітників і іноземців. Двом ув'язненим, англійцеві і американцеві, вдається втекти з потягу. В результаті вони потрапляють у групу біженців, що складається з представників десяти національностей, яка спробувала пробитися до швейцарського кордону. Долаючи небезпеки і важкі випробування, герої фільму знаходять порятунок на території нейтральної країни.

## В ролях
| Еварт Дж. Моррісон | ···· | майор Телфорд           |
| Джон Гой           | ···· | лейтенант Джон Голлідей |
| Рей Рейган         | ···· | сержант Джим Бреддок    |
| Луїза Россі        | ···· | Тоніна                  |
| Джузеппе Галеаті   | ···· | машиніст потягу         |
| Романо Кало        | ···· | священик                |
| Леопольд Біберті   | ···· | швейцарський лейтенант  |
| Зігфріт Штейнер    | ···· | військовий лікар        |
| Еміль Гербер       | ···· | прикордонник            |
| Тереза Гізе        | ···· | фрау Віттельс           |

## Визнання
| Нагороди та номінації фільму «Останній шанс» | Нагороди та номінації фільму «Останній шанс» | Нагороди та номінації фільму «Останній шанс»  | Нагороди та номінації фільму «Останній шанс» | Нагороди та номінації фільму «Останній шанс» | Нагороди та номінації фільму «Останній шанс» |
| Рік                                          | Кінофестиваль/кінопремія                     | Категорія/нагорода                            | Номінант                                     | Результат                                    |                                              |
| -------------------------------------------- | -------------------------------------------- | --------------------------------------------- | -------------------------------------------- | -------------------------------------------- | -------------------------------------------- |
| 1945                                         | Національна рада кінокритиків США            | Включення до десятки найкращих фільмів        | Останній шанс                                | Перемога                                     |                                              |
| 1946                                         | 1-й Каннський міжнародний кінофестиваль      | Гран-прі                                      | Останній шанс                                | Перемога                                     |                                              |
| 1946                                         | 1-й Каннський міжнародний кінофестиваль      | Міжнародна премія миру                        | Леопольд Ліндтберг                           | Номінація                                    |                                              |
| 1947                                         | Золотий глобус                               | Приз за розвиток взаєморозуміння між народами | Останній шанс                                | Перемога                                     |                                              |